# Гарсия, Джастин
Антонио Джастин Гарсия Лопес (исп. Antonino Jastin López Garcia; род. 15 января 2004, Льейда) — испанский и португальский футболист, вингер клуба «Жирона».

## Клубная карьера
Гарсия — воспитанник клубов «Льейда» и «Жирона». В 2022 году Джастин начал выступать за дублирующий составе последних. 9 марта 2024 года в матче против «Осасуны» он дебютировал в Ла Лиге, заменив Ивана Мартина. 